# Lirac
Lirac – miejscowość i gmina we Francji, w regionie Oksytania, w departamencie Gard.
Według danych na rok 1990 gminę zamieszkiwało 631 osób, a gęstość zaludnienia wynosiła 65 osób/km² (wśród 1545 gmin Langwedocji-Roussillon Lirac plasuje się na 453. miejscu pod względem liczby ludności, natomiast pod względem powierzchni na miejscu 770.).